# آجرلو (مقاطعة فامنين)
آجرلو (بالفارسية: آجرلو) هي قرية تقع في قسم بيشخور الريفي (مقاطعة فامنين) في إيران. يقدر عدد سكانها بـ 341 نسمة بحسب إحصاء 2016.